# Gestion d'actifs d'entreprise
Le terme gestion des actifs d'entreprise - en anglais : Enterprise asset management (EAM) - désigne la gestion de la maintenance des actifs physiques d'une organisation tout au long du cycle de vie de chaque actif.
La gestion des actifs d'entreprise est utilisée pour planifier, optimiser, exécuter et suivre les activités de maintenance nécessaires avec les priorités, compétences, matériaux, outils et informations associés.
Cela couvre la conception, la construction, la mise en service, l'exploitation, la maintenance et la mise hors service ou le remplacement des installations, des équipements et des lignes de production.
Le terme d'« entreprise » fait référence à l'étendue des actifs d'une entreprise à travers les départements, les sites, les installations et, potentiellement, les fonctions commerciales de support.
Divers actifs sont actuellement gérés par les entreprises modernes. Les actifs peuvent être des immobilisations comme des bâtiments, des usines, des machines ou des actifs mobiles comme des véhicules, des navires, des équipements mobiles, etc.
La gestion du cycle de vie des actifs physiques de grande valeur nécessite une planification et une exécution régressives du travail.

## Histoire
L'EAM est née comme une extension du système de gestion informatisé de la maintenance (GMAO) qui est généralement défini comme un système d'informatisation de la maintenance des actifs physiques.

## Logiciel de gestion des actifs d'entreprise
Un logiciel de gestion des actifs d'entreprise est un logiciel informatique qui gère tous les aspects de la gestion d'une organisation de travaux publics ou d'une organisation à forte intensité d'actifs.
Les applications logicielles de gestion des actifs d'entreprise (EAM) incluent des fonctionnalités telles que la gestion du cycle de vie des actifs, la planification de la maintenance préventive, la gestion des garanties, des options portables sans fil mobiles intégrées et une interface logicielle basée sur un portail.
Le développement rapide et la disponibilité des appareils mobiles ont également affecté les logiciels EAM qui prennent désormais souvent en charge la gestion des actifs mobiles des entreprises.